# Antoine-Balthazar de Longecombe
Antoine-Balthazar de Longecombe, marquès de Thouy o Thoy (segle xvii-1716) militar francès al servei de Felip V durant la Guerra de Successió Espanyola. Tinent General dels Reials Exèrcits de Felip V, lluità al setge de Brihuega i a la batalla de Villaviciosa. Durant la Guerra dels Catalans (1713-1714) comandà un dels camps volants borbònics que combaté les tropes del marquès del Poal. El març del 1714 el marquès de Thouy manà fer pregó posant preu per la captura del marquès del Poal, oferint 2.000 doblons viu, o 500 mort, en fer-lo responsable per la matança de la Serra dels Degollats on foren massacrats els presoners borbònics rendits al combat de Balsareny. En resposta el marquès del Poal manà publicar-ne un altre posant un preu més alt per la captura del marquès de Thouy. L'agost del 1714, després de la batalla de Talamanca, el marquès de Thouy aconseguí aturar l'avenç de les tropes del marquès del Poal al combat de Sentmenat.